# Гакнівілл (Алабама)
Гакнівілл (англ. Hackneyville) — переписна місцевість (CDP) в США, в окрузі Таллапуса штату Алабама. Населення — 349 осіб (2020).

## Географія
Гакнівілл розташований за координатами 33°3′12″ пн. ш. 85°56′4″ зх. д. / 33.05333° пн. ш. 85.93444° зх. д. (33.053290, -85.934450).  За даними Бюро перепису населення США в 2010 році переписна місцевість мала площу 23,25 км², з яких 23,21 км² — суходіл та 0,04 км² — водойми.

## Демографія
Згідно з переписом 2010 року, у переписній місцевості мешкало 347 осіб у 143 домогосподарствах у складі 106 родин. Густота населення становила 15 осіб/км².  Було 168 помешкань (7/км²).
Расовий склад населення:
| - 97,7 % — білих - 1,2 % — азіатів - 0,9 % — чорних або афроамериканців - 0,3 % — корінних американців |

До двох чи більше рас належало 0,0 %. Частка іспаномовних становила 0,3 % від усіх жителів.
За віковим діапазоном населення розподілялося таким чином: 21,0 % — особи молодші 18 років, 64,0 % — особи у віці 18—64 років, 15,0 % — особи у віці 65 років та старші. Медіана віку мешканця становила 46,1 року. На 100 осіб жіночої статі у переписній місцевості припадало 106,5 чоловіків;  на 100 жінок у віці від 18 років та старших — 103,0 чоловіків також старших 18 років.
Середній дохід на одне домашнє господарство  становив 55 991 долар США (медіана — 60 474), а середній дохід на одну сім'ю — 58 245 доларів (медіана — 60 905). За межею бідності перебувало 17,8 % осіб, у тому числі 0,0 % дітей у віці до 18 років та 7,3 % осіб у віці 65 років та старших.
Цивільне працевлаштоване населення становило 161 осіб. Основні галузі зайнятості: виробництво — 32,3 %, освіта, охорона здоров'я та соціальна допомога — 16,1 %, сільське господарство, лісництво, риболовля — 11,8 %, будівництво — 8,7 %.